# Wilkes-Barre
Wilkes-Barre je americké město a sídlo Lucern County v severovýchodní Pensylvánii a je součástí aglomerace Scranton-Wilkes Barre. Tato aglomerace je pátou největší v Pensylvánii, po Philadelphii, Pittsburghu, Allentownu a Harrisburgu.

## Historie
Město bylo založeno v roce 1769 a statut města získalo v roce 1869. Těžba uhlí předznamenala jeho rychlý růst na konci 19. a na začátku 20. století. Po útlumu těžby uhlí město zaznamenalo ekonomický a demografický pokles. Revitalizace a modernizace městské infrastruktury probíhá od roku 2005, například revitalizace nábřeží, nový divadelní komplex a rozšíření areálu univerzity.

## Osobnosti spjaté s městem
- svatý Alexis z Wilkes-Barre
- Jozef Murgaš